# Ericsson
Az Ericsson (Telefonaktiebolaget LM Ericsson) svéd távközlési vállalat, Jelenleg[mikor?] az Ericssonnál közel 93.000 szakember dolgozik és 180 országban vannak ügyfelei. A vállalat portfóliója hálózatok, digitális szolgáltatások, menedzselt szolgáltatások.

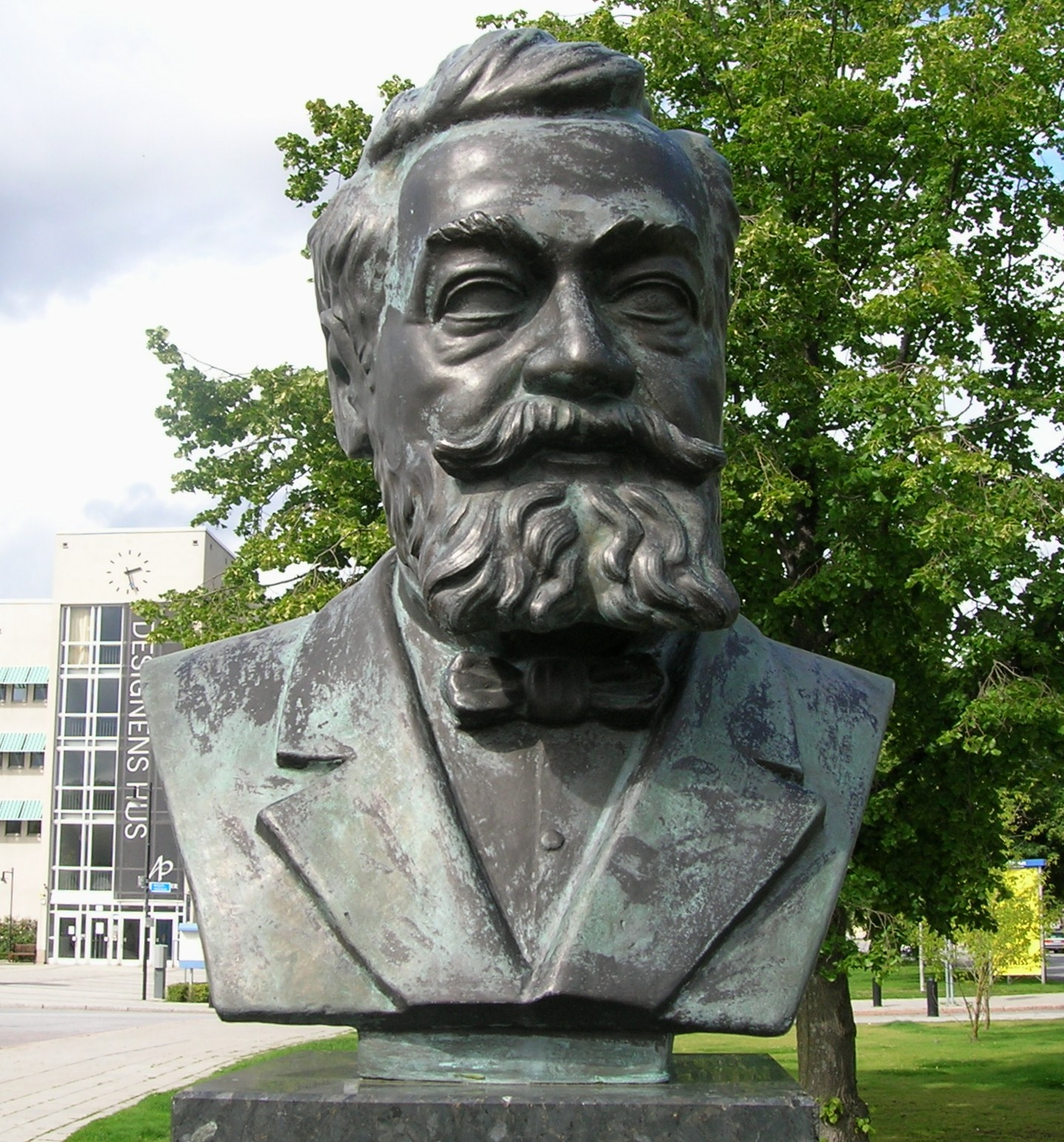
L.M. Ericsson mellszobra, Telefonplan, Stockholm

A céget Lars Magnus Ericsson (1846-1926) alapította 1876-ban.
2001 és 2012 között az Ericsson és a Sony közös tulajdonában volt a Sony Ericsson, mobil telefonokat gyártó vállalat. Az Ericsson volt a Bluetooth technológia megalkotója is, valamint a vállalathoz köthető az AXE, az ERLANG is.
A Bluetooth a svédországi Lundben lévő Ericsson laborban született meg az 1990-es években. A “kék fog” egy alacsony energiafelhasználású, peer-to-peer vezeték nélküli technológia, amely nemzetközi sztenderdje a kistávolságú, vezeték nélküli kapcsolatoknak. Mára nemcsak a mobiltelefonokban és a számítógépekben találjuk meg, hanem ott van szinte minden elektronikai, orvosi és egészségügyi, sport- és fitnesz eszközben, valamint az autókban és az okos otthonokban is.
Az Erlang (Ericsson language) az Ericsson által fejlesztett programozási nyelv, amelyet a digitális világ legnagyobb húzónevei, így a WhatsApp, az Amazon és a Facebook is használt. Eredetileg egy saját, Ericsson programnyelv volt, amely 1998-ban nyílt forráskódú lett. Az Erlangot megtaláljuk az Ericsson számos termékében, így az LTE mobilhálózatokban is.
Az AXE egy tároltprogram-vezérlésű elektronikus, digitális kapcsolórendszer, amely a vezérlést, a kapcsolómezőt és ellenőrző rendszereit illetően kizárólag elektronikus elemekből épült fel, és kopásnak kitett alkatrészeket (mint például az elektromechanikus központok) nem tartalmazott. Az AXE-t 1974-ben fejlesztette ki az Ellemtel, az Ericsson és a Televerket közös kutatás-fejlesztési leányvállalata. Magyarországon az első AXE-t 1989. március 7-én, a budapesti Nemzetközi Távhívó Központban helyezték üzembe – kizárólag távhívásra.

## Története

### A kezdeti évek
Lars Magnus Ericsson mint munkás kezdte pályafutását különböző műhelyekben. Első saját műhelyét 1876-ban indította, ahol matematikai és fizikai műszereket készítettek. Ez ugyanabban az évben volt, amikor Alexander Graham Bell szabadalmaztatta a telefont. Ericsson kihasználta azt, hogy Bell nem védte le szabadalmát a skandináv országokban, és telefonkészülékeket kezdett gyártani, ami a cég fő tevékenységévé vált. Első telefonkészülékei 1878-ban készültek, 22 darab úgynevezett "mágnestelefon, kürttel". A szembeötlően konstruktív tehetsége lenyűgözte a szakembereket és a készülékei hamar ismertté váltak a világpiacon. Nagy részben L. M. Ericssonnak köszönhető a svéd távközlési iparág magas pozíciója a világban.
Lars Magnus Ericsson 1846-ban, egy szegény gazdálkodó fiaként született. 1867-ben költözött Stockholmba, ahol műszerészként kapott állást. 1876-ban, Németországi tanulmányai után nyitotta meg saját műhelyét. Miután egy kis műhelyből nagyvállalattá alakította át cégét, Lars Magnus 1901-ben lemondott elnöki posztjáról és gazdálkodó lett Stockholmban. 1926-ban halt meg, kívánsága szerint jelöletlen sírban nyugszik. Ahogyan az életében, úgy a halálában is megmaradt magánembernek.
Lars Magnus mellett nem feledkezhetünk meg feleségéről, Hildáról sem, aki nem csak felesége volt, hanem sokféle módon vállalt szerepet az L M Ericsson & Co történetében. Mindenekelőtt Lars Magnus üzleti és tárgyalópartnere volt, de hozzá tartóztak a rézhuzalos elektromágneses tekercsek gyártásának feladatai is. Kezdetben sokat dolgozott egyedül, majd a vállalat növekedését követően a tekercseléssel foglalkozó osztályt vezette. Emellett gondoskodott a házukról és a négy gyermekükről; Johanról, Lars Magnusról, Gustafról és Annáról. Hilda Ericsson 1940-ben halt meg. 14 évvel élte túl férjét.

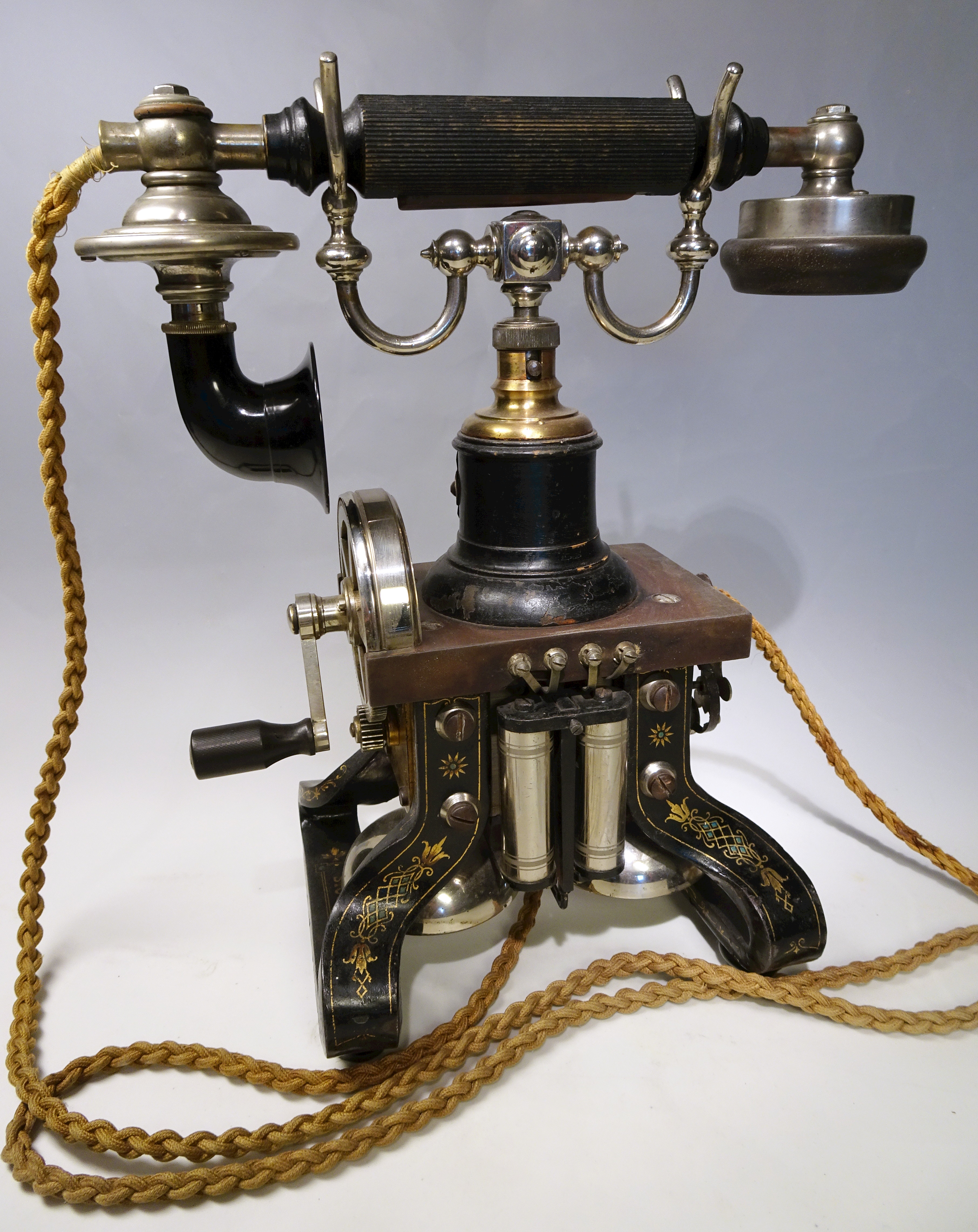
Taxen, 1892

Anton Avén és Leonard Lundqvist a Stockholms Allmänna Telefon AB-nál 1884-ben feltalálta a telefonkagylót. Kezdetben ezt főleg a telefonközpont kezelői használták, akiknek szükségük volt egy szabad kézre, miközben az előfizetőkkel beszéltek. Ericsson korán bevezette a kagylót a készülékeinél, elsőnek 1892-ben a Taxen („tacskó”) asztali telefonnál.

### Az L.M. Ericsson részvénytársaság
1896-ban LM Ericsson átengedte gyárait az újonnan alakult LM Ericsson & Co. részvénytársaságnak, amely 1 millió alaptőkével indul. Mint ügyvezető igazgató működik 1900-ig, amikor Axel Boström veszi át az feladatot. A következő évben távozik mint elnök és csak tagként marad az igazgató tanácsban. 2003-ig senki nem volt ilyen hosszú ideig vezető pozícióban a cégen belül. Az 1890-es években LM Ericsson & Co. mintegy 500 alkalmazottat foglalkoztat, és megkezdi nemzetközi tevékenységét. 1897-ben műhelyt nyit Szentpéterváron, 1901-ben Moszkvában és 1902-ben New Yorkban. Közösen a National Telephone Co.-val 1903-ban megalakítják a The British L. M. Ericsson Manufacturing Co. céget, amelyik gyárat működtet Beestonban. 1904-ben Ericsson telket vásárol Buffalóban, (New York) hogy gyárat építsen az LM Ericsson Telephone Manufacturing Co.-nak. Lengyelországban az első telefonközpont Varsóban készül el 1904-ben, és Lengyelország hamarosan az egyik legmodernebb telefonos ország lett.

### Egyesülés a Stockholm Allmänna Telefon AB-vel
1918-ban a vállalat egyesül a Stockholms Allmänna Telefonaktiebolag-gal (SAT) (Stockholm Közszolgálati Telefonrészvénytársaság), hogy megerősítse pozícióját a szektorban és hogy növelje a vállalkozói szellemet a gyártásban. A cég nevét is megváltoztatják Allmänna Telefonaktiebolaget L.M. Ericsson-ra. Ugyanebben az évben államosítják az oroszországi gyárat, és Finnországban megalakul az LM Ericsson, az első skandináv leányvállalat. A cég neve 1926-ban változott meg a ma is használt Telefonaktiebolaget LM Ericsson-ra.
Az 1910-es években megkezdték az elektromechanikára épülő automata telefonközpontok fejlesztését, amit megkönnyített a SAT felvásárlása. Így született meg az 500-väljaren (500-választó) amit először 1923-ban Rotterdamban majd 1924-ben Stockholmban helyeztek üzembe. Ez volt az első lépés, ami megalapozta az Ericsson erejét a telefonközpontok terén. 1918-ban az LM Ericsson egy gyümölcsöző együttműködésre lépett a Telecommal és a Telivel a termékfejlesztés terén. 1956-ban megalakul az Elektroniknämnden (Elektronikai bizottság) a kutatás és fejlesztés (K+F) részleges összehangolására, majd 1970-ben a közös Ellemtel (LMtel) vállalat keretében a közös K+F tevékenységre. A Televerket (állami telefonvállalat) által kifejlesztett és tesztelt újításokat az Ericsson sikeresen értékesített külföldön, mint például a magán alközpontok és új telefon modellek.
1927-ben aláírtak egy 40 éves koncessziót a török kormánnyal, a főbb városok közötti telefonkapcsolat kiépítésére. Ivar Kreuger eladta az Ericsson részvényeinek 35%-át az Ericsson fő versenytársának, az ITT-nek. Az ITT fő részvényes lesz 1960-ig. A Kreuger csőd után a három fő tulajdonos, az ITT, a Wallenberg csoporthoz tartozó Stockholms Enskilda Bank és a Handelsbanken megállapodtak abban, hogy Wallenbergnek jusson a vezető szerep.

### Midsommarkransen

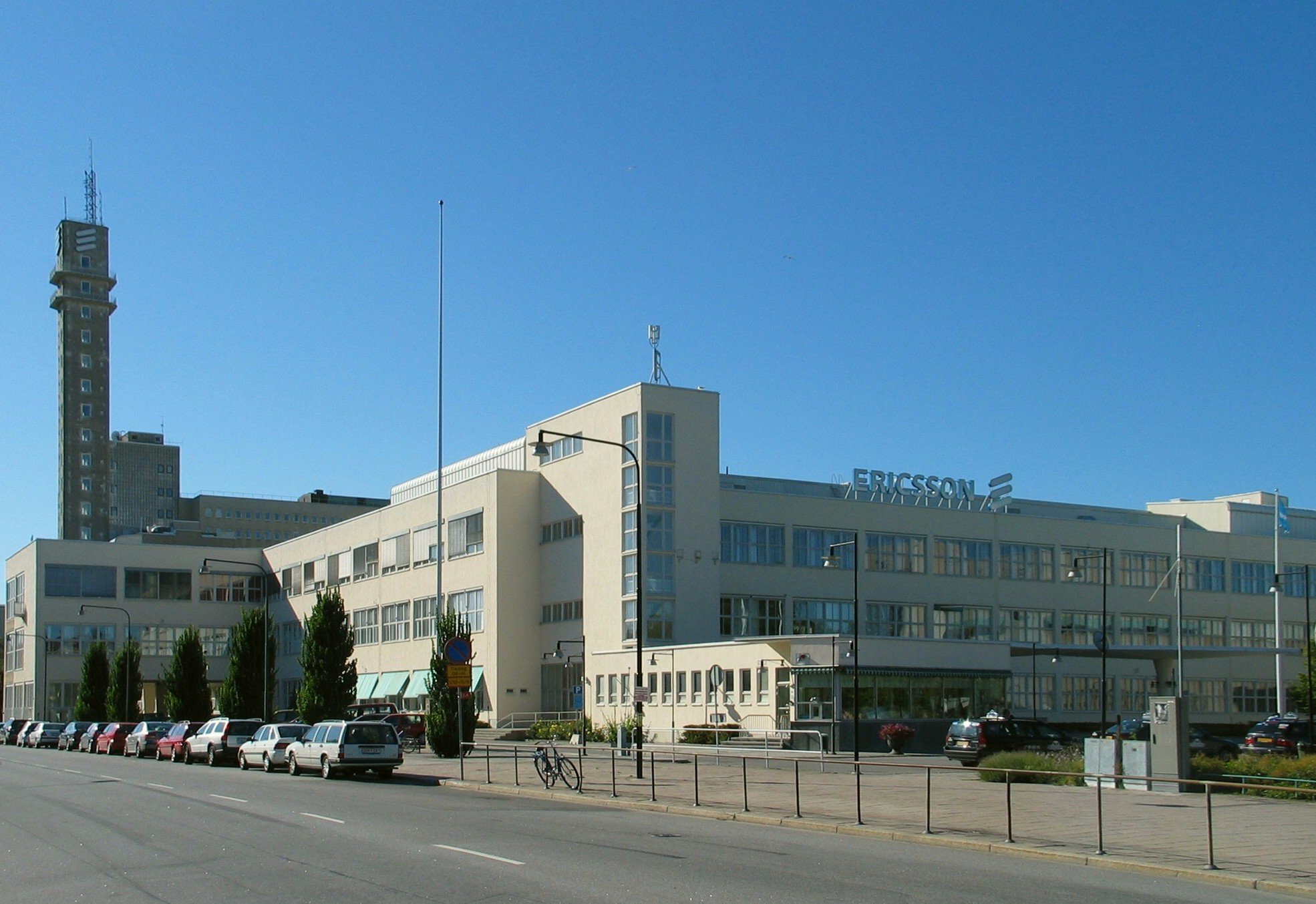
Az Ericsson székhelye 1940-2003 között

Az 1930-as évek második felében költözött a cég Stockholm akkor még kiaknázatlan területére, a Midsommarkransenre. Az Ericsson modern gyára évtizedekig uralja a területet az úgynevezett Ericsson szellemmel és egyfajta Ericsson város, LM-city (vesd össze Siemens Stadt Berlinben). A vállalat lelkesen támogatja a dolgozók szabadidős tevékenységét is, többek között a szabadidős klubok, mint például az LM Ericsson Fotoklubb és az Ericsson Film és Videó Club. Az 1960-as években a metrót elvezették Midsommarkransenig, az állomást Telefonplannak (Telefontér) nevezték. Az 1940-es években kifejlesztették a koordináta gép (keresztrudas) kapcsoló technológiát, amely domináns Ericsson technológia volt a nemzetközi piacon, de nem belföldön. 1947-ben az Ericsson átvette a RIFA kondenzátor gyártó irányítását, és 1948-ban megnyitotta a gyárat Söderhamnban. Az 1950-es években készülnek a klasszikus Ericofon telefonok, ismertebb nevén Kobra.

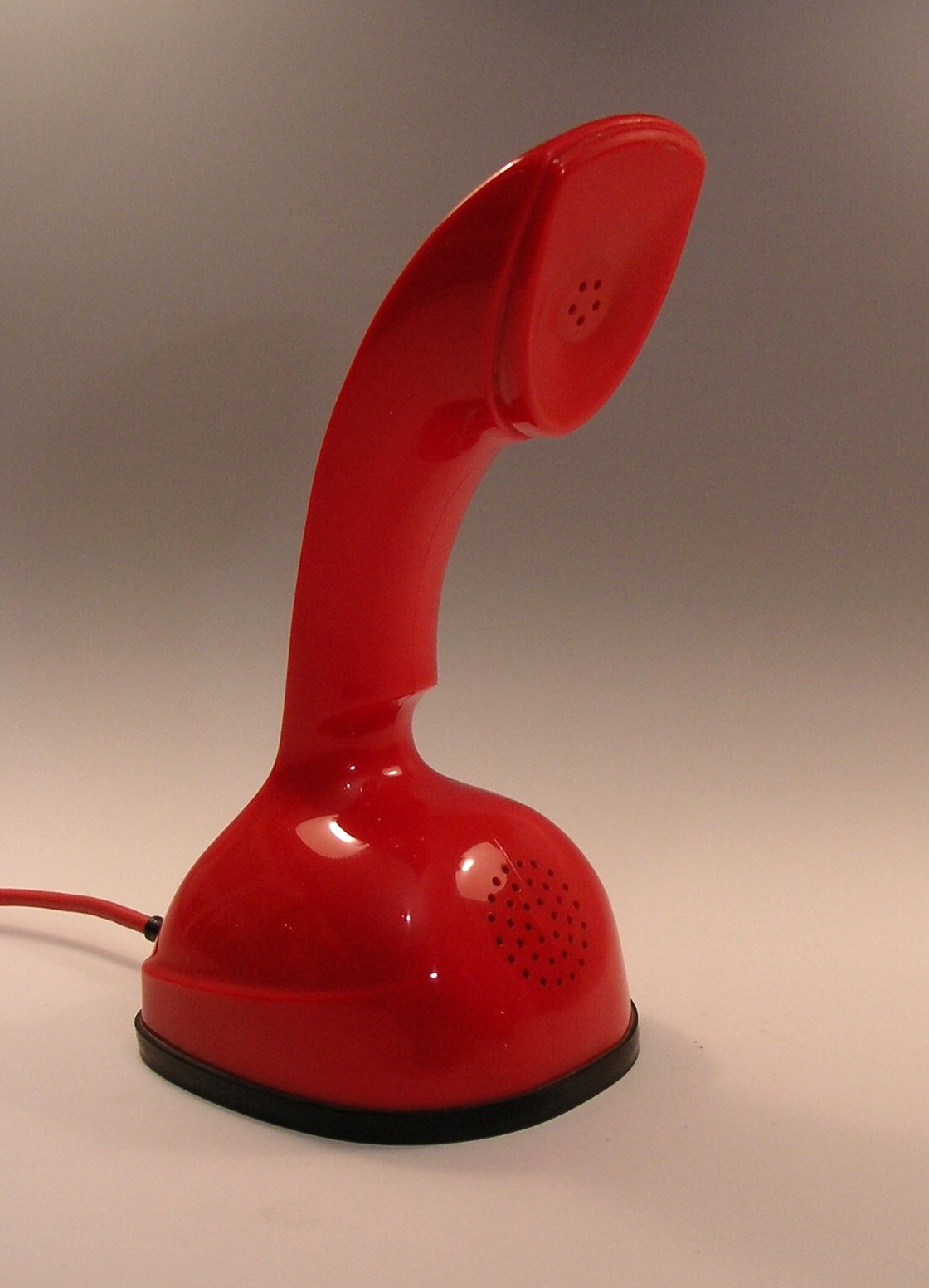
Kobra, 1953

### 1970 – az AXE korszak
1970-es évek nagy megvalósítása az AXE rendszer volt. AXE volt az egyik első számítógépes telefonközpont és óriási siker lett. A 2000-es években még tovább fejlesztik, és ma a világ legszélesebb körben használt telefonos rendszere. Az AXE kompatibilis szinte minden mobil szabvánnyal, mint például a NMT (1G), GSM (2G) és az UMTS (3G). 1987-1995 között a legjelentősebb projektje az AXE-N, amely azonban sikertelen volt és 1995-ben teljesen leállították. Helyette egy kisebb, könnyebb változatot fejlesztettek ki, az úgynevezett AXD-t.

### 1980-as évek

#### Egyesülés a DataSaab-bal
Az 1980-as évek elején a Datasaab veszteséges lett, és ezért 1981-ben a vállalat fuzionált az Ericssonnal, ami 3900 alkalmazottat érintett. A Datasaab 90,5%-át az Ericsson vette meg, a fennmaradó 9,5%-ot pedig a Telecom leányvállalata, a Teleinvest. 1985-ben az Ericsson megvásárolta a Teleinvest 9,5%-át s így a Datasaab teljesen az Ericsson tulajdonába került. A korábbi Datasaab osztályból jött létre az Ericsson Information Systems AB (Ericsson információs rendszerek). A társaság kezelte a 2000-es sorozat mini számítógépeit és kifejlesztett több PC kompatibilis személyi számítógépet.

#### A FACIT AB beépítése
1983. január 1-jén, a FACIT AB svéd része beolvadt az Ericsson információs rendszerekbe (EIS). A Facitnak akkor mintegy 1400 alkalmazottja volt 13 országban, ebből 350 Svédországban. Az átvett termékek között voltak Facit 8111 irodai írógépek, Facit DTC6500 számítógépek, valamint mátrixnyomtatók és Facit 4070 lyukszalaglyukasztó. A Facit konszernhez tartozott a Zäta Tryckerierna AB nyomtatványgyártó cég is.

#### A számítógépes tevékenység eladása
Ericsson befektetése a számítógépek területén nem jól sült el, és az Ericsson Information Systems 806 millió korona veszteséggel zárta az 1985-ös évet. Ennek eredményeként a tevékenység egyes részeit más üzleti egységekre tették át, de a veszteség folytatódott. 1988 áprilisában eladták a Nokia-nak az egész számítógépes tevékenységet, amely nagyjából megfelelt a korábban megvásárolt Datasaab-nak és Facit-nak.

#### Ericsson Cables
Az 1980-as évek elején a Sieverts Kabelverk (Sievert kábelüzem) az olajválság következtében be kellett zárja a gyárait Piteå-ban és Sundbybergben. 1985 elején az Ericsson összecsapja a két tiszteletreméltó múlttal rendelkező vállalatot, a Sieverts Kabelverket és a Bofa AB-t és létrehozza az Ericsson Cables AB-t. 1988-ban az Ericsson Cables fennállásának 100. évfordulóját ünnepelte, mint akkor a legrégebbi aktív része a vállaltnak.

### Az 1990-es és 2000-es évek
Az 1990-es években az Ericsson jelentősen bővült. A legtöbb expanzió a vállalaton belül zajlott, az Ericsson Radio Systems AB már elkezdte felépíteni a tudásbázist a mobil bázisállomások és készülékek terén. Jó üzletkötések Szaúd-Arábiával és az aktív munka az NMT (Nordisk Mobiltelefonisystem ) és GSM (Groupe Spécial Mobile) rendszerek szabványosításával megalapozta a sikert. 1989-ben a General Electric-kel alakítottak egy közös tulajdonban lévő céget, hogy átvegye az irányítást az amerikai piacon. A vállalat nem ment különösebben jól, bár az értékesítés és a nyereség továbbra is növekedett. Az Ericsson 1994-ben átvette a közös vállalat irányítását, és átnevezte Ericsson Mobile Communications AB-nek (ECS).
Az Ericsson sikerei a mobil rendszerek terén nagyrészt az AXE központokkal és (az NMT esetében) a skandináv távközlési vállalatok kompetenciájával magyarázható. Gunnar Eliasson terjesztette elő azt a tézist, hogy az Ericsson GSM sikere teljes mértékben az Ericsson Radio Systems által az 1970-es években kifejlesztett digitális katonai rádiótól függött. Annak következtében teremtették meg a tudásbázist a frekvenciaugratásos technológia, a hibajavító kódolás, a TDMA rendszerek és a titkosítás terén. Az ide kapcsolódó katonai projektek, mint az Erieye pedig nagyot lendítettek az antenna technikán.
A 2000-es évek elején az Ericssonnak több mint 110 000 alkalmazottja volt, de egy évre rá kb. a felét elbocsájtotta a csökkenő eladásokra hivatkozva. Ez egybeesett az úgynevezett távközlési válsággal. 2001-ben az Ericsson vesztesége több mint 30 milliárd korona, ami drasztikus változásokat hozott a szervezetben, többek között eladták a Ericsson Microelectronics AB-t főleg német Infineonnak.
2002-ben a cég megváltoztatta Ericsson Radio Systems AB nevét, röviden Ericsson AB-re és ez az egyik központi cége a csoportnak.

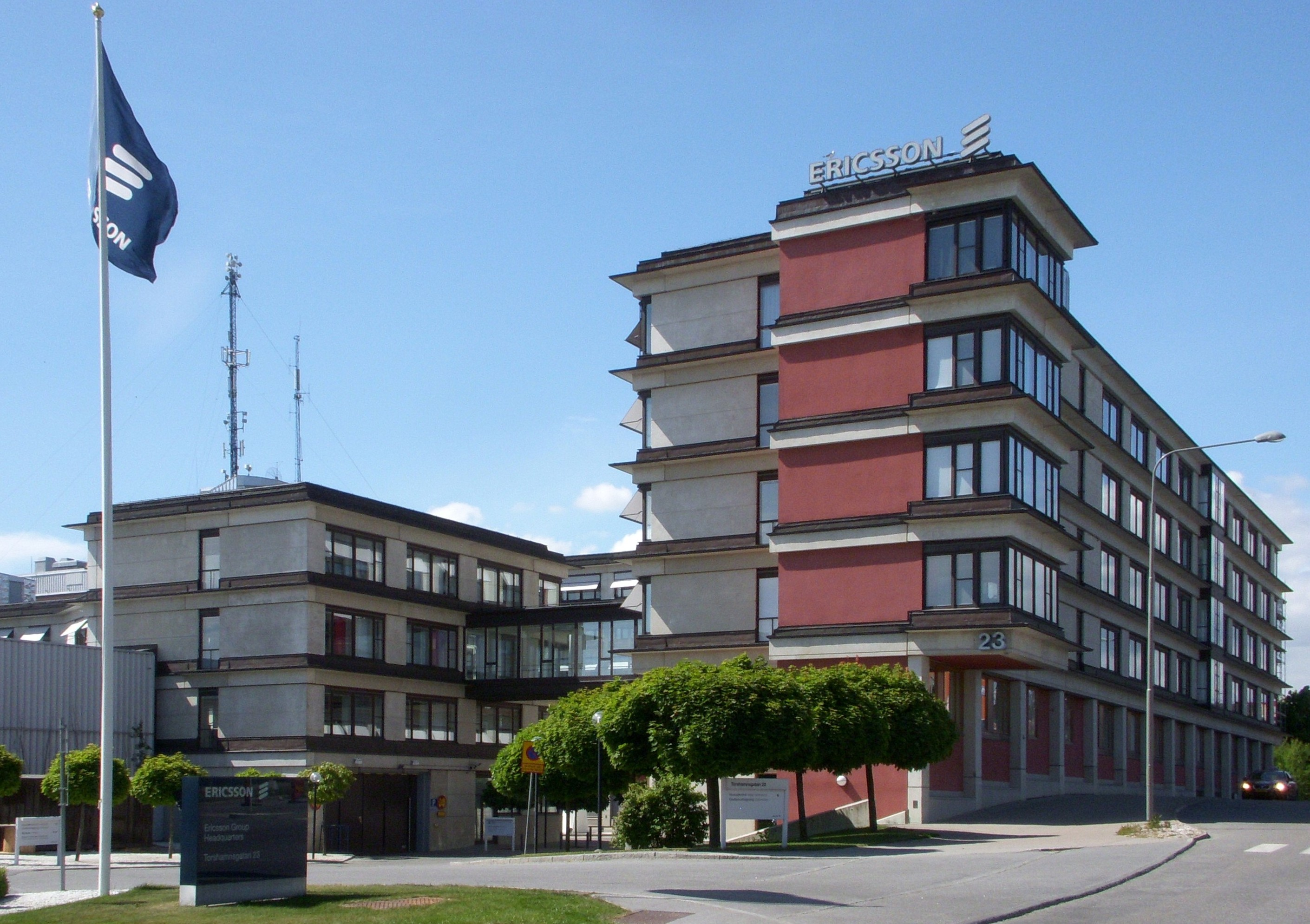
Az Ericsson székhelye 2003-tól

2003-ban Kista-ba, új helységbe költözik a stockholmi központ. Az alkalmazottak száma és az értékesítés nőtt 2007-ben, részben azért, mert hirtelen megnövekedett a tevékenység a Global Services terén, a távközlési szolgáltatók ugyanis gyakran áthelyezik saját tevékenységüknek egy részét az Ericssonra.
2013-ban bezárták az Ericsson Cables AB-t. A távközlési kábelgyártás teljesen megszűnt, míg a hálózati kábel gyártását eladták az NKT Cables-nek.

## Felvásárlások, összeolvadások és együttműködések

### Sony Ericsson és az Ericsson Mobile Platforms
Az 1990-es években az Ericsson egyike lett a világ vezető mobiltelefon-gyártóinak. Ez a tevékenység Lund köré tömörült, ahol a hivatal eredetileg mint az Ericsson Radio Systems AB (ERA) indult 1983-ban azáltal, hogy a Svenska Radioaktiebolaget (SRA) a kutatást és fejlesztést áthelyezi az Ideonba. Ebből a szempontból irányított fejlesztést végeztek a terminálokra vagyis az NMT mobiltelefonokra és az azt követő rendszerekre összpontosítottak. 1987-ben bemutatták a HotLine Pocket  telefont, ami rövid idő alatt készült el. 1989-ben mutatták be az NH 72 kompakt készüléket (belső nevén Olivia), melynek súlya 420 gramm volt. 1994-ben a mobiltelefon-tevékenység átköltözött a saját céghez, a Ericsson Mobile Communications AB-hoz (ECS). Ennek a vállalatnak a feladata volt a telefonok platformjának tervezése, a mechanikája és megjelenése, valamint a tömeggyártása. 2001-ben a cég két részre oszlik:
- A mobiltelefonok gyártását és designját 2001-ben átveszi a Sony Ericsson Mobile Communications, amelynek társtulajdonosa a fogyasztói elektronikát gyártó Sony volt. A Sony Ericsson-nak induláskor mintegy 3500 alkalmazottja volt.
- Mobile platformok, nevezetesen a szoftver és hardver ami a mobiltelefonok gerincét képezi, átkerült egy új céghez, ez az Ericsson Mobile Platforms AB (EMP). Néhány a vevők közül: a Flextronics, a HTC, az LG, a NEC, a Sagem, a Sharp és természetesen a Sony Ericsson. A fő hangsúly a vállalatnál a mobil platform kifejlesztésén van, a harmadik generációs mobiltelefonoknak, UMTS.

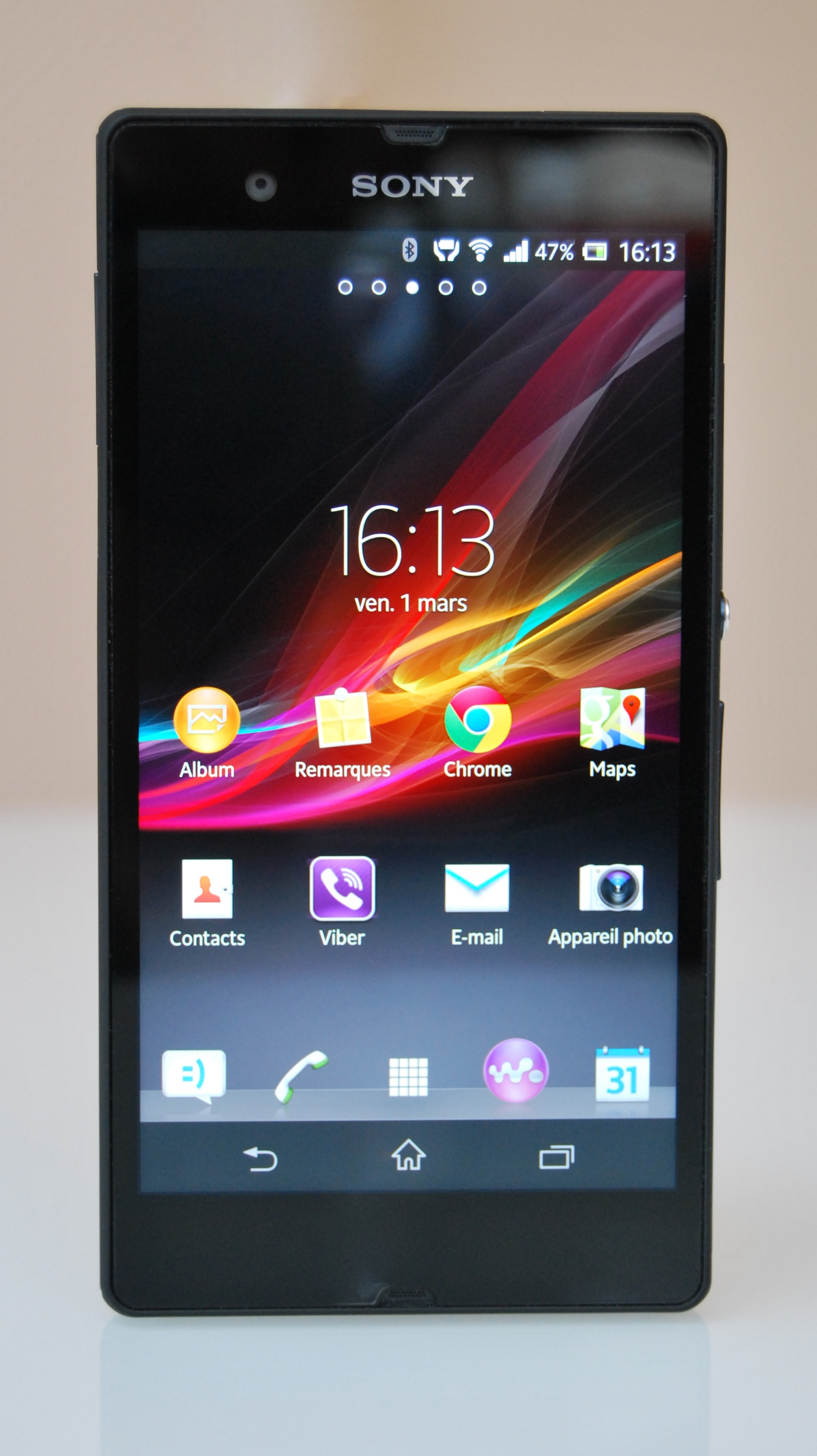
Sony Xperia Z

2012 februárjában a Sony megvásárolta az Ericsson részét a Sony Ericssonban, és átnevezte Sony Mobile Communications-re. Ebben az időben a vállalat mintegy 8000 alkalmazottat foglalkoztat világszerte. 2009. február 12-én az Ericsson bejelentette, hogy a vállalat (Ericsson Mobile Platforms) egyesült az ST Microelectronics mobileplatform vállalatával, az ST-NXP Wireless-szel, s ezáltal egy új közös vállalat alakult, az ST-Ericsson, ahol az Ericsson és az ST Microelectronics 50-50%-ot birtokolnak. Az együttműködés 2013-ban felbomlott az esedékes termékek kimaradása miatt. Az Ericsson visszavonta tevékenysége részét, amely az LTE modemre irányult, és egy új vállalatba, az Ericsson Modems AB-ba helyezte át.

### A Nortel Wireless megvásárlása
2009-ben az Ericsson bejelentette, hogy szándékában áll megvenni a Nortel vezeték nélküli kommunikáció divízióját. Az Ericsson akkori vezérigazgatója szerint azért, hogy hozzáférjenek az LTE technológiához. A vásár november 13-án végbement. Közvetlenül ezután megvették a Nortel GSM tevékenységét, a vásár ami 2010-ben ért véget. 2011-ben megvásárolták a Nortel multi-service kapcsolóit is.
| - Netspira Networks - Axxessit - Marconi - Netwise - Redback Networks - Entrisphere - Tandberg Television - Mobeon - Distocraft - Drutt - Torrent - TouchWave Inc. - LHS - HyC | - Mobeon - Bizitek - Elcoteq - Nortels CDMA és LTE - Pride - Nortel GSM - LG-Nortel - inCode - Optimi - Nortels Multiservice - GDNT - Telcordia - Ericsson-LG - BelAir Networks - Technicolor - ConceptWave |

## Katonai felszerelések
Korábban az Ericsson gyártott készülékeket a svéd hadseregnek.
A klasszikus összekötő felszerelést, a Fältapan néven (Tábori majom) modernebb rendszerek követték, mint például az 1970-es Zsiráf radar-rendszer, a légtér felügyeletére.
2006 szeptemberében, az Ericsson eladta a katonai tevékenységének nagy részét a Saab-nak. Csak egy kevés hálózathoz kapcsolódó tevékenység maradt meg náluk, ami főleg a nemzeti- és közbiztonságra irányul.

## A jelenlegi felépítés és tevékenységek
A konszern tevékenysége 2017. április 1-től a következőképpen van megszervezve:
- Három fő egység:
  - Networks (Hálózatok)
  - Managed Services (Menedzselt szolgáltatások)
  - Digital Services (Digitális szolgáltatások)
- Két egység a média ágazatban:
  - Ericsson Broadcast and Media Services
  - Ericsson Media Solutions
- Az értékesítés öt piaci területre oszlik (Market Areas):
  - Észak-Amerika
  - Európa és Latin-Amerika
  - Közel-kelet és Afrika
  - Északkelet-Ázsia
  - Délkelet-Ázsia, Óceánia és India

## Az Ericsson Magyarországon
A svéd Telefonaktiebolaget L.M. Ericsson 1911 novemberében jutott arra az elhatározásra, hogy Budapesten vállalatot létesít: a Magyar Általános Hitelbankkal közösen megalakította
az Ericsson Magyar Villamossági Rt.-t, megvásárolva a „Deckert és Homolka” cég gyárát. A vállalat termékei, illetve azok megbízhatósága és újszerűsége (pl. telefonkagyló használata az addig szokásos különálló mikrofon és hallgató helyett) világszerte ismertek voltak.
Az Ericsson Magyar Villamossági Rt. a polgári célú berendezések gyártása mellett az első világháború során több mint 30.000 tábori telefonkészüléket gyártott a hadsereg számára. Szintén az Ericsson készítette közvetlenül a világháború előtt Ausztria-Magyarország két korszerű, 21.000 tonnás csatahajójának, a Viribus Unitisnek és a Szent Istvánnak teljes híradástechnikai berendezését.
Mivel az Ericssonnak megfelelő telephelyre volt szüksége, ezért hamarosan gyárépület építésébe kezdett a Fehérvári úton. Ez ugyan 1914-re el is készült, de az ekkor kitört világháború következtében a hatóságok hadikórház céljaira vették igénybe egészen 1923-ig. Az akkor 150 főt foglalkoztató Ericsson 1924-ben költözött be a Fehérvári út 70. szám alatti telephelyére. A termékskála fokozatosan bővült, a távírógépek és telefonkészülékek mellett hamarosan megkezdődött a manuális CB főközpontok és automatikus alközpontok tervezése, gyártása és üzembe helyezése is. Az Ericsson szállította pl. Győr, Veszprém, Makó és Békéscsaba új telefonközpontjait. A hazai piacon kívül a vállalat exportra is dolgozott, például nyugat-európai piacra gyártott rádió fejhallgatókat, valamint a francia testvércég számára itt készültek az 500 vonalas választógép gyártásához szükséges szerszámok is. A hazai rádiógyártásba bekapcsolódva pedig Philips készülékek összeszerelésével és egyéb alkatrészek: kondenzátorok és szénrétegellenállások gyártásával is foglalkozott.
A vidéki telefonhálózat automatizálása az 1930-as években kezdődött meg. A Magyar Postával kötött megegyezés alapján a berendezések 55%-át a Standard, 45%-át az Ericsson szállította. Az Ericsson azonban 1937-ben úgy határozott, eladja magyarországi gyárát.
A II. világháború után a teljes hírközlési hálózat és a telefonközpontok is romokban hevertek az országban. Az újjáépítés megkezdésének egyik előfeltétele volt ezek rendbehozatala. A Standard mérnökei első feladatként a háború végén felrobbantott lakihegyi nagyadót építették újjá. A vállalatot 1949-ben államosították, majd nevét 1952-ben Beloiannisz Híradástechnikai Gyárra (BHG) változtatták. A Standard vezetését koncepciós perek során távolították el, a kialakult politikai helyzetnek megfelelően megszűnt a korábbi anyacéggel való kapcsolat, így lehetetlenné vált a külföldi fejlesztési eredmények folyamatos követése. Bár a magyar mérnökök jelentős korszerűsítési munkákat végeztek az ún. 7A központokon, időközben maga a forgógépes technika avult el. Saját fejlesztésű alközpontjaiban a BHG megkezdte az új, korszerűbb keresztrudas (angolul: crossbar) technológia használatát. Egy főközponti rendszer kialakításához azonban a puszta lelkesedés kevés volt. A rotary központok "csendesen" forogtak tovább. Az összes vonalszám alig haladta meg a háború előtti szintet, a telefonra várók listája folyamatosan nőtt.
Az 1968 az új mechanizmus kezdete. A pártvezetésben átmenetileg az ország gazdasági átalakítását szorgalmazók kerültek döntési pozíciókba, így felismerve a telefonhelyzet tarthatatlan állapotát, ekkor született meg a döntés, hogy a BHG főközpont-licencet vásárol. A Posta és a BHG szakemberei több megvizsgált rendszer közül az L.M. Ericsson AR családját választották. A szerződés megkötése – és mintegy 30 év – után, újra svéd mérnökök sétáltak végig a Fehérvári úti épület folyosóin. A magyar telefonhálózat korszerűsítése a hetvenes években már ezzel a technológiával történt. Az AR központok üzembeállásával folyamatosan bővült a távhívásba bekapcsolt helységek sora. Ezért történt, hogy a magyar köznyelvben sokáig crossbar-nak hívták az automatikus távhívást.
1990. december 5-én azonban új fejezet kezdődött: a cégbíróságon bejegyezték az Ericsson Technika Kft.-t.
Az Ericsson Magyarország 1990 óta meghatározó szereplője a magyar infokommunikációs iparágnak. A helyi leányvállalat alapítása óta a hazai társadalom felelős résztvevőjének
és aktív tagjának tekinti magát, hozzájárulva a mobil- és vezetékes széles sávú hálózatok kiépítéséhez, az ország gazdasági fejlődéséhez, a magyar műszaki értelmiség kiműveléséhez. Az Ericsson a Magyar Telekom stratégiai partnere, mobilhálózatának kizárólagos, valamint vezetékes hálózata jelentős részének szállítója. A közel kétezer fős alkalmazotti gárdából több mint 1300 munkatárs foglalkozik kutatás-fejlesztéssel, így az ország legnagyobb K+F tevékenységet végző vállalata. A magyar mérnökök szabadalmai meghatározóak a világ jelenlegi mobil- és vezetékes széles sávú internetes kommunikációt lehetővé tevő rendszereiben.
Jelentősebb vezetői voltak Magyarországon: Bernauer Géza (ügyvezető igazgató, 1920-as évek közepétől–1937); Fodor István (vezérigazgató, 1990–2002; majd elnök 2008-ig); Boda Miklós (igazgató, vezérigazgató-helyettes; 1996–2004).    

### Mérföldkövek
- 2017 – Első 5G Magyarországon – a Magyar Telekommal

- 2016 – 1200 Mbps letöltési sebesség 4G+ technológián a Magyar Telekom hálózatán

- 2015 – Kereskedelmi LTE-Advanced szolgáltatás indul a Magyar Telekom hálózatán

- 2015 – Menedzselt szolgáltatások a UPC számára

- 2012 – Kereskedelmi 4G szolgáltatás indul a Magyar Telekom hálózatán az Ericsson technológiájával

- 2010 – A Magyar Telekom és az Ericsson az országban elsőként, élőben bemutatja az LTE-t, a következő generációs mobilhálózatot

- 2008 – Optikai gerinchálózati rendszer kiépítése a Magyar Villamosművek részére

- 2007 – Kistérségi szélessávú internet hálózatfejlesztési projektek, az ukrán és szlovák határőrizeti rendszer schengeni normáknak megfelelő kiépítése

- 2005 – Kereskedelmi 3G a Magyar Telekom – elsőként Magyarországon – és a Telenor számára

- 2002 – Világelső kereskedelmi MMS szolgáltatás a Magyar Telekommal

- 2000 – GSM Pro a Magyar Telekomnak, GPRS maghálózat a Magyar Telekom és a Telenor részére

- 1996 – A Magyar Telekom rendszerválasztó tender eredményeként további digitális AXE központok szállítása

- 1994 – Az Ericsson-rendszer alapjain elindul a Magyar Telekom GSM szolgáltatása, emellett helyi hálózatok a kormányzati szférának

- 1991 – AXE digitális telefonközpontok telepítése az első Magyar Telekom rendszerválasztó tenderen elnyert keretmegállapodás szerint

- 1990 – A Magyar Telekom elindítja a hazai mobil távközlést az Ericsson NMT 450 technológiájával

### Elismerések
- Figyelő Top 200 – Az év vállalata díj – 2017

- Az Év Önkéntes Vállalata Díj – 2017

- Családbarát Munkahely Díj – 2017, 2003

- Delfin Díj – 2015, 2012, 2009

- Az Év Intelligens Vállalata Díj – 2014, 2015

- Legjobb Munkahely Díj – 2012, 2009

- Kármán Tódor Díj – 2011, 2000

- Az év legeredményesebb vállalata Díj – 2011, 2010

- Az év leginnovatívabb vállalata Díj – 2009

- Társadalmi Felelősségvállalás Díj – 2008

- Egészségbarát Munkahely Díj – 2005

- Üzleti Etikai Díj – 2000

- Nemzeti Minőségi Díj – 1998

## Vezetőség

### A jelenlegi igazgatótanács (2016)
Leif Johansson (elnök), Jacob Wallenberg, Kristin S. Rinne, Helena Stjernholm, Sukhinder Singh Cassidy, Börje Ekholm, Ulf J. Johansson, Mikael Lännqvist, Zlatko Hadzic, Kjell-Åke Soting, Nora Denzel, Kristin Skogen Lund, Pehr Claesson, Karin Åberg és Roger Svensson.
| - (1876) 1896-1900: Lars Magnus Ericsson - 1900-1909: Axel Boström - 1909-1925: Hemming Johansson (delat ansvar 1918-1925) - 1918-1922: Gottlieb Piltz (delat ansvar) - 1922-1930: Karl Fredrik Wincrantz (delat ansvar 1922-1925) - 1930-1932: Johan Grönberg - 1933-1942: Hans Theobald Holm - 1942-1953: Helge Ericson - 1953-1964: Sven Ture Åberg - 1964-1977: Björn Lundvall - 1977-1990: Björn Svedberg - 1990-1998: Lars Ramqvist - 1998-1999: Sven-Christer Nilsson - 1999-2002: Kurt Hellström - 2003-2009: Carl-Henric Svanberg - 2010-2016: Hans Vestberg - 2016-2016: Jan Frykhammar (ideiglenes) - 2017- : Börje Ekholm | - 1896-1901: Lars Magnus Ericsson - 1901-1916: Wilhelm Montelius - 1916-1925: S. Arvid A. Lindman - 1925-1930: Carl Ramström - 1930-1933: Walter Ahlström - 1933-1953: Waldemar Borgquist - 1953-1977: Marcus Wallenberg - 1977-1980: Björn Lundvall - 1981-1990: Hans Werthén - 1990-1998: Björn Svedberg - 1998-2002: Lars Ramqvist - 2002-2011: Michael Treschow - 2011-: Leif Johansson |

## Egyebek

### .mobi és mobile Internet
Ericsson kezdeményezte a ”.mobi” legfelső szintű tartomány (topdomain) bevezetését a mobil Internetnek, ami 2006-ban megvalósult.

### Leányvállalatok
- Ericsson-LG – telekommunikációs felszerelések gyártása, vegyesvállalat, LG Electronics (50%).
- ST-Ericsson – félvezető gyártás, vegyesvállalat, STMicroelectronics (50%).

## Fordítás
Ez a szócikk részben vagy egészben  az   Ericsson című svéd Wikipédia-szócikk fordításán alapul.  Az eredeti cikk szerkesztőit annak laptörténete sorolja fel. Ez a jelzés csupán a megfogalmazás eredetét és a szerzői jogokat jelzi, nem szolgál a cikkben szereplő információk forrásmegjelöléseként.